# مملكة إسرائيل (الشمالية)

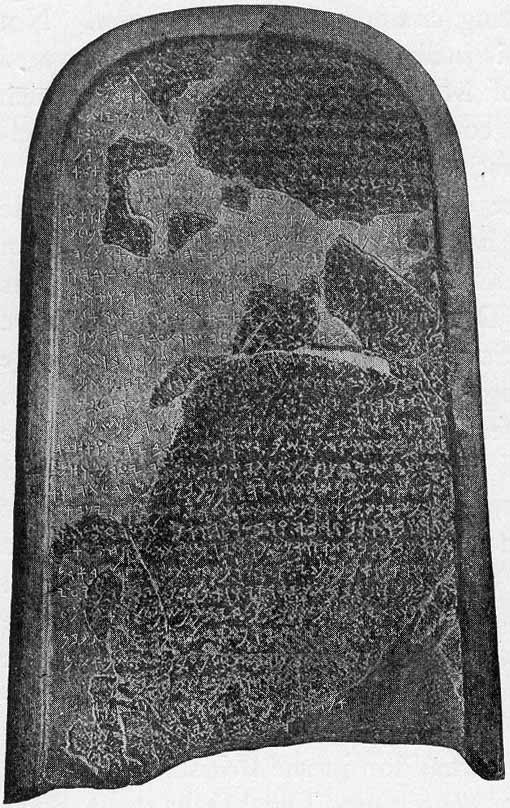
نقش ميشع كتبها الملك ميشع ملك مملكة مؤاب يخلد فيها انتصاره على ملك بني إسرائيل عام 850 ق.م.

مملكة إسرائيل هو اسم مملكة جاء ذكرها في التوراة كمملكة لعشرة أسباط من بني إسرائيل (تذكر في التوراة أيضاً باسم مملكة إفرايم والسامرة)، سماها باحثو التوراة بمملكة إسرائيل الشمالية للتفريق بينها وبين المملكة السابقة لها (مملكة إسرائيل) التي نتج عن تقسيمها كل من مملكة إسرائيل (الشمالية) ومملكة يهوذا.
حسب التوراة، انفصلت عن مملكة إسرائيل (الموحدة) بعد وفاة الملك سليمان (سليمان الحكيم) حسب المكتوب في سفر الملوك الأول (الأصحاح ال12) وفي سفر أخبار الأيام الثاني (الأصحاح ال10). حيث أنشأ عشرة من أسباط بني إسرائيل أسباط على رأسهم سبط إفرايم مملكة إسرائيل الشمالية، بينما أنشأ سبط يهوذا مملكة يهوذا. صمدت مملكة إسرائيل الشمالية لمدة 200 سنة تقريبا، منذ 928 ق.م. وحتى 722 ق.م. (حسب التقدير الشائع) حتى احتلها تجلات بلاسر الثالث ملك آشور ودمرها. ويعتبر السامريون المعاصرون أنفسهم من أنسال هذه المملكة القديمة.[بحاجة لمصدر]
لا يوجد الكثير من الآثار التي تتكلم عن مملكة إسرائيل الشمالية، وجدت بعض الآثار قرب قرية سبسطية وهي قد تكون للسامرة عاصمة مملكة إسرائيل الشمالية، ووجد ذكر لاسم «عمري ملك يسرال» في مسلة ميشع الأثرية التي اكتشفت في الأردن-ذيبان، وهو اسم مذكور في التوراة على أنه أحد ملوك مملكة إسرائيل الشمالية.